# Susch
Susch ([suʃ]ⓘ; deutsch und bis 1943 offiziell Süs) ist ein Dorf in der Gemeinde Zernez, die im Kreis Sur Tasna im Bezirk Inn des Kantons Graubünden in der Schweiz liegt.
Bis am 31. Dezember 2014 war Susch eine eigene politische Gemeinde. Am 1. Januar 2015 wurde sie mit der Gemeinde Lavin zusammen zur Fusionsgemeinde Zernez geschlagen.

## Geographie
Susch liegt am Inn im Unterengadin am Fuss des Flüelapasses in unmittelbarer Nähe zum Schweizer Nationalpark. Die ehemalige Gemeinde ist 93,35 km² gross. Durch den westlichen Dorfteil fliesst die Susasca. Sie kommt vom Flüelapass herunter und mündet in den Inn.

## Geschichte

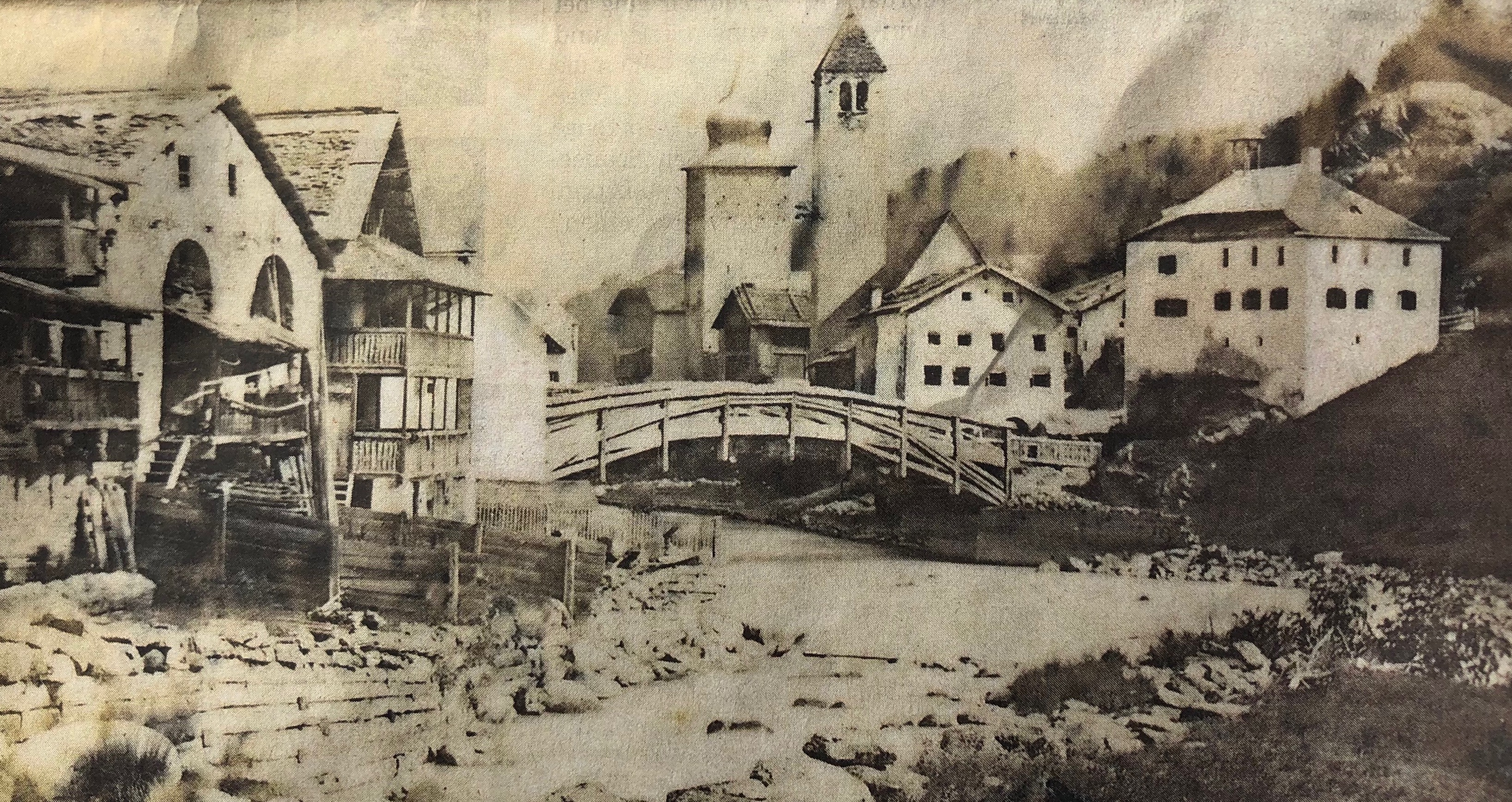
Susch um 1875

Luftbild von Werner Friedli (2. September 1947)

Bronze- und eisenzeitliche Funde gibt es auf den Hügeln Chaschlins, Padnal, Motta da Palü und Chaschinas. 1161 wurde Susis erstmals erwähnt, bis 1943 war Süs offizieller deutscher Name. Der Turm La Praschun wird um 1200 erwähnt, der Plantaturm stammt wohl aus dem 13. Jahrhundert. Die Herren von Süs sind seit 1299 nachgewiesen. Das Unterengadin und das nahe Tirol waren 1305 ein Reichslehen von König Albrecht I. und Bestandteil eines überregionalen Transitverkehrs mit Zollstätten in Susch und Puntalt (heute: Punt Ota (Cinuos-chel-Brail)).
1325 löste sich Susch mit Lavin zusammen kirchlich von Ardez und bildete 1422 eine eigene Pfarrei. 1332 stritt der Churer Bischof Ulrich V. von Lenzburg mit König Heinrich von Böhmen um den dortigen Gerichtsstand und Zoll in einer Fehde, bis ad interim die Herren von Planta, 1317 schon Pächter der Silberbergwerke in S-charl, als Pächter eingesetzt wurden. 1365 kam es in Susch zu einem denkwürdigen Friedensschluss in einer Fehde mit Bauern aus Bormio und Livigno. Die erschlossenen Weidegebiete im Flüela- und Vereinatal wurden im 14. und im 16. Jahrhundert an Davos und an Prättigauer Gemeinden verkauft. Das Dorf Susch wurde 1499 im Schwabenkrieg von habsburgisch-österreichischen Truppen zerstört und nachher neu aufgebaut. In der gotischen Kirche San Jon, die um 1515 erbaut wurde, fanden 1537/1538 und 1544 religiöse Kolloquien statt, bekannt als die Disputation der Engadiner Geistlichen. 1550 führte Susch die 
Reformation ein. Erster reformierter Pfarrer war der Historiker und Prädikant Ulrich Campell, dessen Gattin tragischerweise 1566 bei einem Hochwasser des Inn ums Leben kam, das Wohnhaus befand sich nahe der Suscher Innbrücke. Die geografisch-strategische Lage als Passfussort brachte den Bewohnern nebst Vorteilen öfters Ungemach, vorab während den sogenannten Bündner Wirren, als wiederholt fremde Truppen das Dorf besetzten oder verwüsteten. 1635 legten der Herzog Henri II. de Rohan und Jörg Jenatsch auf Chaschinas die sternförmige Festungsanlage Fortezza südöstlich oberhalb von Susch an. In friedlicheren Zeiten kaufte sich Susch ähnlich wie das Prättigau von Österreich los und bildete bis 1851 Teil der Gerichtsgemeinde Obtasna. 1742 wurden Empore und Orgel im barocken Stil in die reformierte Kirche eingebaut. Die älteste Suscher Glocke von 1200 ist heute im Rätischen Museum von Chur.
Der Passfuss-Ort Susch lebte bis zum Bau der Engadiner Linie der Rhätischen Bahn 1913 vorwiegend vom Durchgangsverkehr, der Säumerei und dem Ertrag einzelner bäuerlicher Betriebe. Veheerende Dorfbrände (1773, 1900) und ein Grossbrand am 19. April 1925 zerstörten grosse Teile des Dorfes und dessen architektonisch alten Bestand. Die Häusergruppe vor der Innbrücke stammt aus dem 17. Jahrhundert. Den mehrmals umgebauten und restaurierten Planta-Wohnturm krönt eine Zwiebelhaube. 1999 wurde der nahe Vereinatunnel eröffnet, der zu einem Anstieg der Beschäftigten im Dienstleistungssektor führte, die 65 Prozent der Arbeitsplätze ausmachten.
In der Neuzeit wurden der Tourismus sowie der Bau und die Existenz von Zweitwohnungen zu einem bedeutenden Wirtschaftsfaktor. Seit 2010 existiert in Susch die Clinica Holistica, die den Patienten naturnahe Erholung in der Nähe des Nationalparkes bietet.

## Wappen
| Wappen von Susch | Blasonierung: «In Silber (Weiss) auf grünem Dreiberg drei gezinnte schwarze Türme»                                                                 |
| Wappen von Susch | Das Wappen stellt drei ehemalige Befestigungsanlagen auf den Hügeln bei Susch dar. Es ist die Vereinfachung eines Siegels der ehemaligen Gemeinde. |

## Bevölkerung
| Bevölkerungsentwicklung | Bevölkerungsentwicklung | Bevölkerungsentwicklung | Bevölkerungsentwicklung | Bevölkerungsentwicklung | Bevölkerungsentwicklung |
| ----------------------- | ----------------------- | ----------------------- | ----------------------- | ----------------------- | ----------------------- |
| Jahr                    | 1850                    | 1900                    | 1950                    | 2000                    | 2008                    |
| Einwohner               | 401                     | 349                     | 283                     | 199                     | 219                     |

### Sprachen
Die Alltagssprache in Susch ist das bündnerromanische Idiom Vallader. Schon im 19. Jahrhundert ging eine Minderheit zur deutschen Sprache über. Gaben 1880 noch 74 % der Bewohner Romanisch als Muttersprache an, waren es 1900 noch 71 %. Doch dann folgte eine Renaissance der romanischen Sprache: 1941 gaben 81 % Romanisch als ihre Sprache an.  Seit 1980 findet ein begrenzter Sprachwechsel zum Deutschen statt. Gemeinde und Schule sind die Stützen des Romanischen. 1990 konnten sich noch 86 % und im Jahr 2000 85 % auf Romanisch verständigen, während die Mehrsprachigkeit zunahm.
| Sprachen in Susch | Sprachen in Susch | Sprachen in Susch | Sprachen in Susch | Sprachen in Susch | Sprachen in Susch | Sprachen in Susch |
| Sprachen          | Volkszählung 1980 | Volkszählung 1980 | Volkszählung 1990 | Volkszählung 1990 | Volkszählung 2000 | Volkszählung 2000 |
| Sprachen          | Anzahl            | Anteil            | Anzahl            | Anteil            | Anzahl            | Anteil            |
| ----------------- | ----------------- | ----------------- | ----------------- | ----------------- | ----------------- | ----------------- |
| Deutsch           | 27                | 12,44 %           | 32                | 15,76 %           | 59                | 29,65 %           |
| Rätoromanisch     | 175               | 80,65 %           | 159               | 78,33 %           | 130               | 65,33 %           |
| Italienisch       | 15                | 6,91 %            | 7                 | 3,45 %            | 7                 | 3,52 %            |
| Einwohner         | 217               | 100 %             | 203               | 100 %             | 199               | 100 %             |

### Religionen und Konfessionen
Die Bürger der ehemaligen Gemeinde Susch wechselten 1550 zum protestantischen Glauben. Heute sind etwa zwei Drittel der Bewohner evangelisch-reformiert und ein Drittel gehören dem katholischen Glauben an. Es gibt viele konfessionell gemischte Familien.

### Herkunft und Nationalität
Von den Ende 2005 ansässigen 211 Bewohnern waren 195 Schweizer Staatsangehörige.

## Kultur und Sehenswürdigkeiten

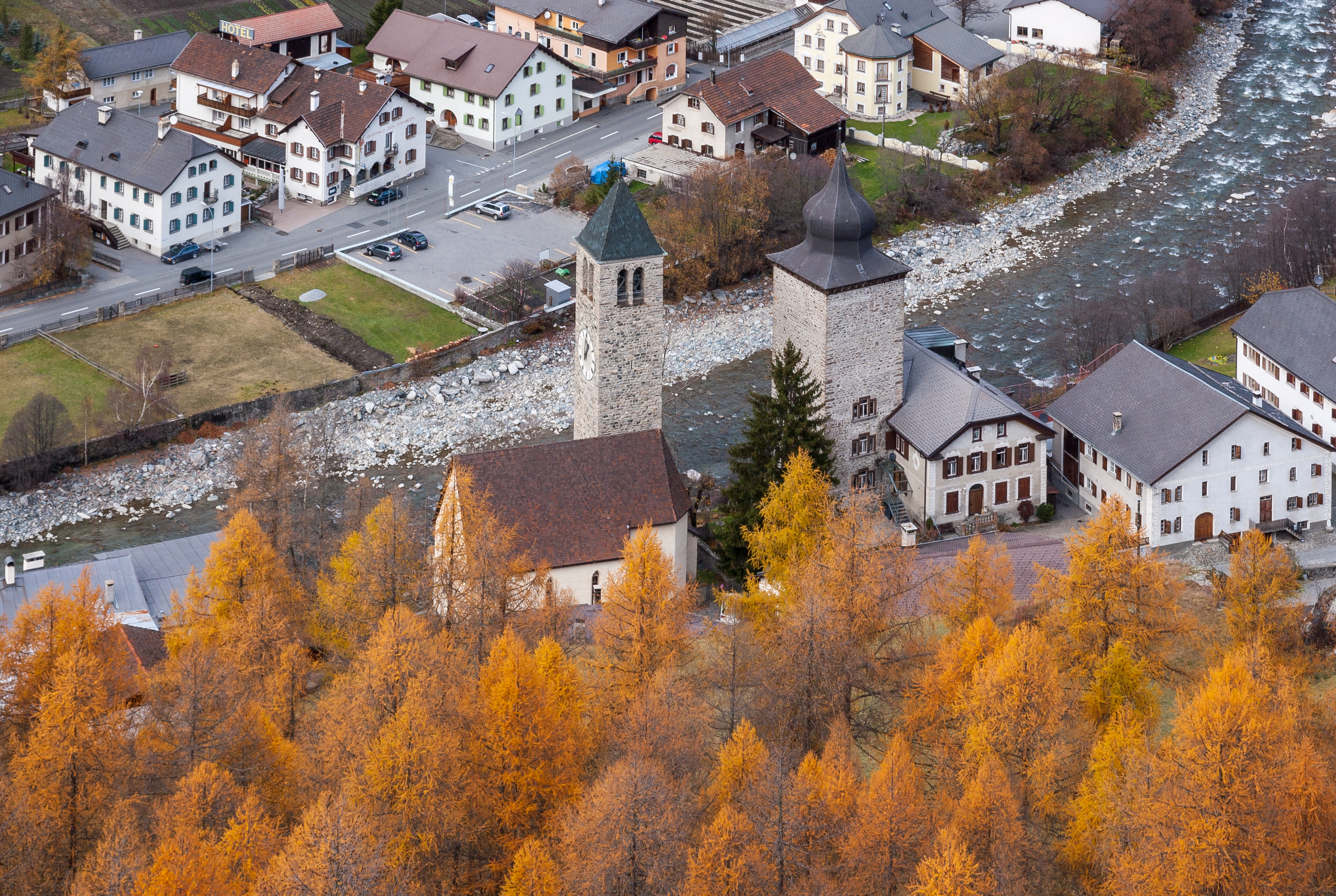
Reformierte Kirche Susch und Tuor Planta

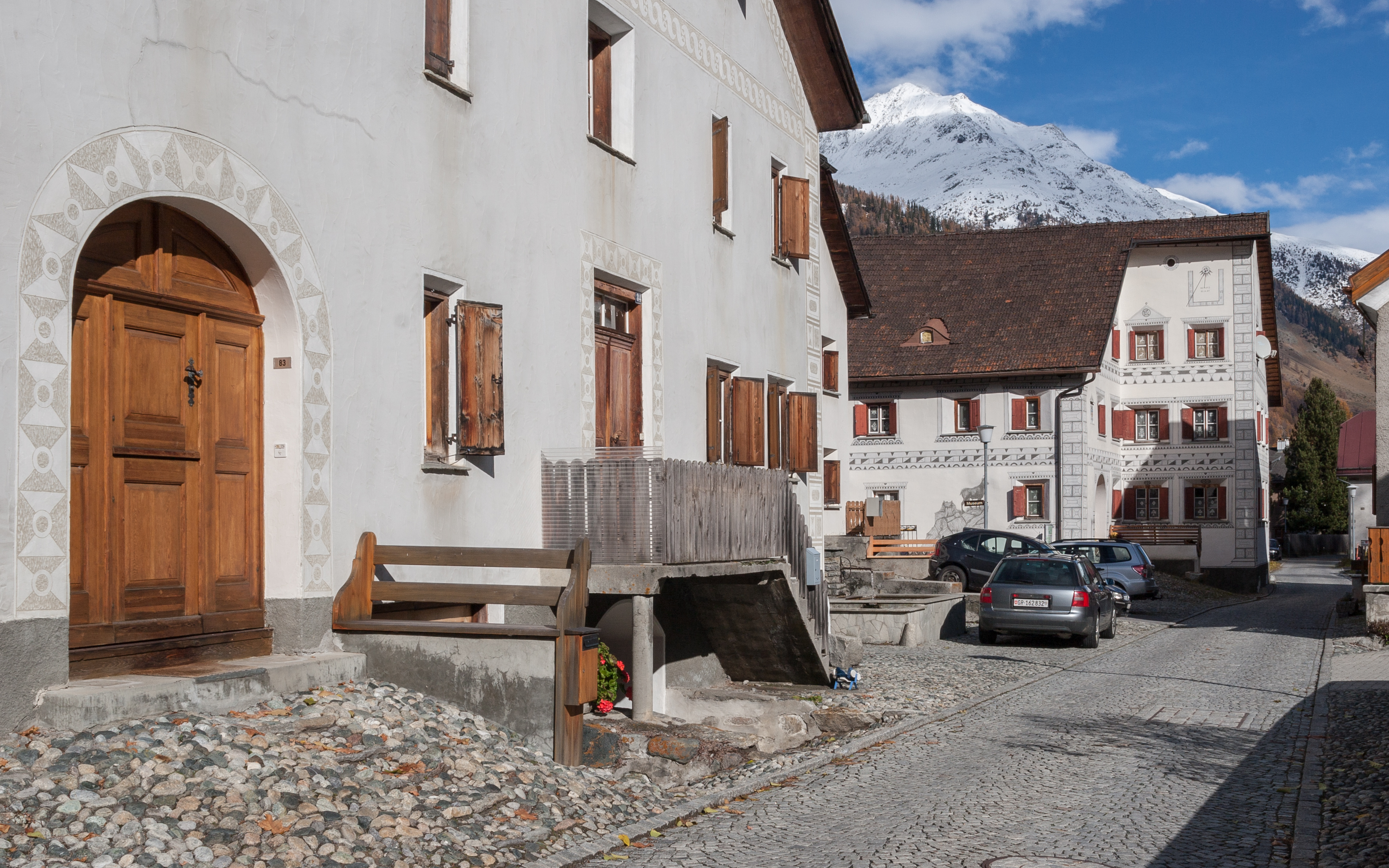
In Susch

- Die spätgotische reformierte Dorfkirche (mit romanischem Turm) steht unter Denkmalschutz.
- Neben der Kirche steht der mittelalterliche Tuor Planta, ebenfalls nahe bei der Kirche seit Sommer 2020 der Tuor per Susch des Engadiner Künstlers Not Vital.[4]
- Turm la Praschun aus dem 13. Jahrhundert
- Oberhalb des Dorfes steht die Fortezza Rohan, die während der Bündner Wirren im 17. Jahrhundert angelegt wurde.
- Zwischen Susch und Zernez, bereits auf Zernezer Territorium, liegt die Fuorcha, die mittelalterliche und frühneuzeitliche Hinrichtungsstätte

### Museum
Am 29. Dezember 2018 wurde in Susch das «Muzeum Susch» eröffnet, für die Öffentlichkeit zugänglich ist es seit dem 2. Januar 2019. Die polnische Kunstsammlerin und Unternehmerin Grażyna Kulczyk kaufte die ehemalige Brauerei und richtete darin ein Museum für moderne Kunst ein.

## Verkehr

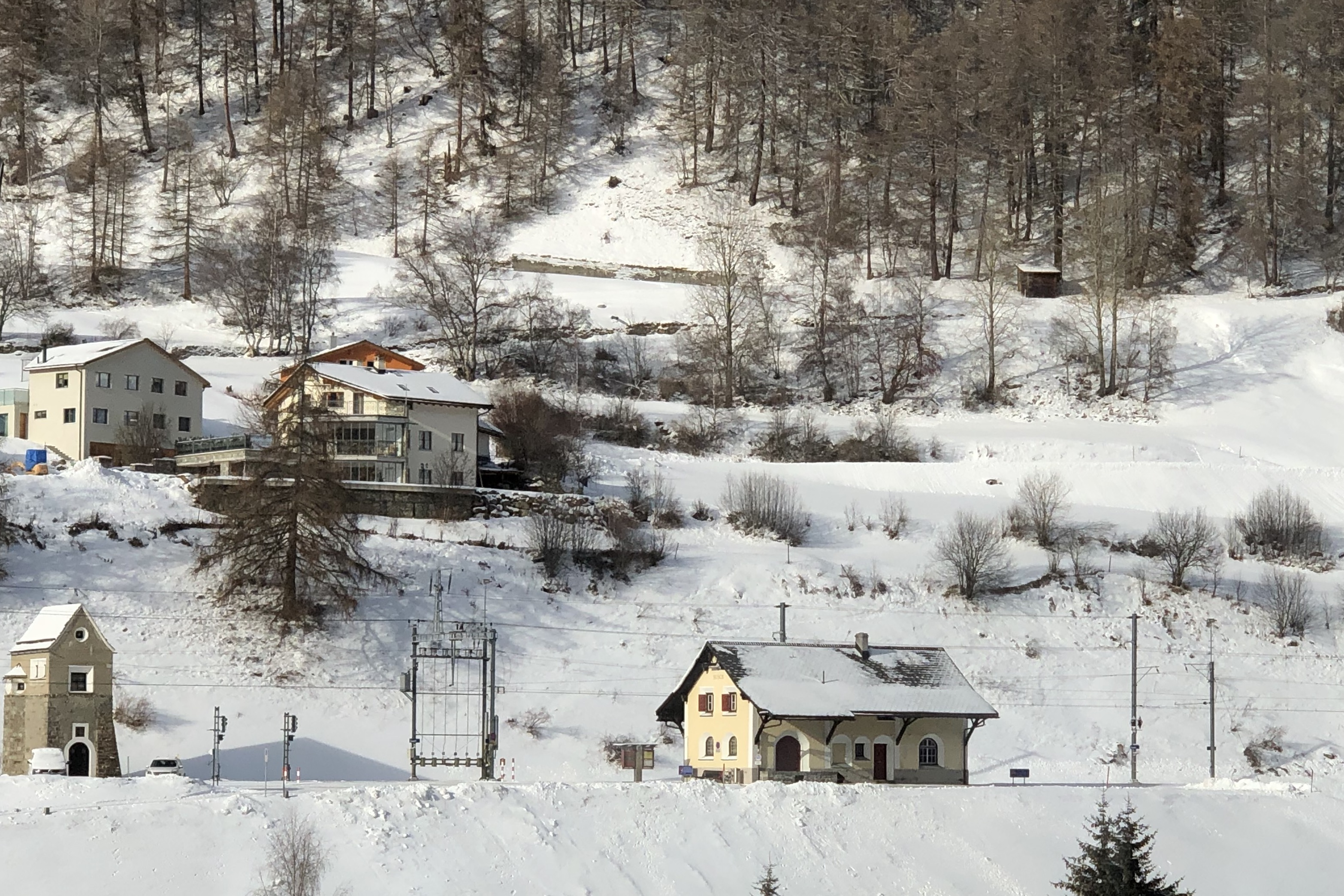
Bahnhof Susch

Die Ortschaft Susch wird eisenbahntechnisch vom gleichnamigen Bahnhof an der Bahnlinie Pontresina-Samedan–Scuol-Tarasp (Bahnstrecke Bever–Scuol-Tarasp) der Rhätischen Bahn (RhB) erschlossen. Auf dem Territorium der ehemaligen Gemeinde Susch liegt der Bahnhof Sagliains am Südportal des Vereinatunnels. In Sagliains ist der Autoverladebahnhof des Vereinatunnel.
Im Westen beginnt / endet der Flüelapass (Hauptstrasse 28). Die Hauptstrasse 28 und 27 führen durch den Ort. Projektiert ist eine Umfahrung des Dorfkerns, um den bestehenden engen Durchgangsverkehr umzuleiten.

## Wirtschaft
Im Jahr 2010 wurde in Susch die Clinica Holistica Engiadina eröffnet.

## Persönlichkeiten
- Ulrich Campell (ca.  1510–1582), Reformator, Geschichtsschreiber
- Joseph Planta (1744–1827), Lehrer, Romanist, britischer Bibliothekar wie sein Vater
- Theodor von Mohr (1794–1854), Historiker, Anwalt und Politiker, in Susch geboren, leitete dort zeitweise eine Knabenschule